# Johann Plischke & Söhne
Johann Plischke & Söhne war eine k.k. priv. Leinen- und Damastwaren-Fabrik und k.u.k. Hoflieferant in Freudenthal in Österreichisch-Schlesien.

## Geschichte

Stammhaus in Freudenthal (Handweberei und Lagerräume) vor 1900

Mechanische Weberei »Neuwerk« (vor 1900)

Kleinwerbung von Johann Plischke & Söhne (1906)

Das Unternehmen wurde 1838 von Johann Plischke gegründet. Mit der Unterstützung seiner Frau Anna konnte das anfänglich kleine Unternehmen sich im Laufe der Zeit zu einem Exporteur im Welthandel entwickeln und nahm eine bedeutende Stelle innerhalb der österreichischen Industrie ein. 1890 trat Johann Plischke vom Vorstand zurück und seine beiden Söhne Alois und Heinrich Plischke wurden Nachfolger.
Vom Jahre 1890 an schmälerte die belgische, englische und schottische Konkurrenz, welche mit weit größeren Mitteln ausgerüstet war, immer mehr die Umsatzquote des Exportes, und die Firma musste ihre Aufmerksamkeit zunehmend auf das inländische Absatzgebiet richten. Dies brachte nur einen teilweisen Erfolg, das der Konsum an Leinenwaren im Inland durch die billigen Baumwollgewebe, welche selbst die größten Abnehmer dem Leinen als Ersatz vorzogen, sehr zurückgegangen war. Diese Tatsachen wirkten sich auf die Leinen-Industrie im Freudenthaler Bezirk sehr nachteilig aus. Die Firma musste durch erhöhte Produktionsfähigkeit eine Remedur für das Verlorengangene schaffen.
1892 bis 1893 trat Heinrich Plischke, nach über 30 Jahren im Unternehmen und auch Mitbegründer des Wiener Hauses am Concordiaplatz, aus der Firma aus. Sein Bruder Alois Plischke übernahm im Jahre 1893 als alleiniger Besitzer der Firma die oberste Leitung des Freudenthaler Stammhauses und des Wiener Hauses unter dem unveränderten Namen „Johann Plischke & Söhne“. Er erkannte die Ursache des Rückganges in der für den Welthandel nicht genügenden Leistungsfähigkeit der Handweberei und entschloss sich Anfang des Jahres 1893 zum Bau einer mechanischen Weberei, welche im selben Jahre in Verbindung mit den notwendigen Bauten für Lager- und Appreturräume in Freudenthal errichtet wurde. Die neue mechanische Weberei, „Neuwerk“ genannt, war ein Shedbau mit einem Websaal von 2.400 Quadratmetern für 250 mechanische Leinenstühle. Zum Betrieb der Arbeitsmaschinen diente eine Dampfmaschine von 150 PS.
Sein Sohn Alois Plischke jun. und Adolf Bretschedl, der ein Enkel des im Jahre 1886 verstorbenen Leinen-Industriellen Franz Heinz (Schwiegervater von Alois Plischke sen.) war, unternahmen zusammen Reisen durch Deutschland, Frankreich, Belgien, England, Irland und Amerika, um die Erzeugung der Leinen- und Tischzeuge, speziell in Irland deren Bleiche und Appretur, sowie die Märkte der Konkurrenzstaaten zu studieren und praktisch zu lernen. Sie waren bereits seit 1892 Mitarbeiter und konnten so das Unternehmen durch die im Ausland erworbenen Kenntnisse unterstützen. Adolf Bretschedl übernahm gemeinsam mit Adolf Plischke, dem zweiten Sohn von Alois Plischke sen., die kommerzielle Leitung, während Alois Plischke jun. die Leitung der mechanischen Weberei übertragen wurde.
Um 1900 arbeitete die Handweberei unter der Leitung des Seniorchefs Alois Plischke sen. mit einem Inventar von ungefähr 150 Stühlen feinere Tischzeuggewebe. Die mechanische Weberei befriedigte die stärkere Nachfrage nach einfachen und mittleren Qualitäten in Tischzeug, Handtüchern, glatten Leinen, rohen Leinen, Drills, Rohleinenwaren für industrielle und ärarische Zwecke usw. Beide Webereien waren in ihren Erzeugnissen der Leinen- und Tischzeugherstellung vielseitig und leistungsfähig. Große Schwierigkeiten bereiteten der Firma bei Gründung ihrer mechanischen Weberei die für maschinellen Betrieb ungeschulten Arbeitskräfte, da im weiten Umkreis kein gleichartiges Unternehmen bestanden hatte. Die Ausbildung ging deshalb nur langsam vor sich.
Der Firma wurde auf der World’s Columbian Exposition im Jahre 1893 für ihre Exposition ausgezeichneter Leinenqualitäten das Diplom und die erste Medaille zuerkannt. Schon den 1880er Jahren erhielt die Fabrik die hohe Auszeichnung, den kaiserlichen Hof zu beliefern. Im Jahre 1894 erhielt Alois Plischke Vater für seine Firma den Titel eines k.u.k. Hoflieferanten.
Im Jahre 1897 stattete Erzherzog Eugen von Österreich-Teschen, anlässlich seines Aufenthaltes in Freudenthal, der Firma einen Besuch ab und besichtigte sämtliche Arbeitsräume des Neuwerkes.
Das Etablissement umfasste um 1900 eine mechanische Weberei für 250 Stühle und eine Handweberei von 150 Stühlen. Fast alle Räume waren mit elektrischer Beleuchtung versehen. In den Betrieben waren ungefähr 500 ständige Arbeiter tätig, außerdem fanden in häuslichen Arbeiten weit über 100 Personen Beschäftigung. Die Bleiche und Appretur war zum Teil in Freudenthal, zum Teil in Reitenhau besorgt. Sämtliche Arbeiter gehörten der Krankenkasse und Unfallversicherung an.
Niederlassungen und Vertretungen hatte das Unternehmen in New York, London, Paris, Prag, Pest, Linz und in allen großen Städten in Europa. Die Wiener Fabriksniederlage leitete um 1900 der langjährige Mitarbeiter und Prokurist der Firma, Franz Baldini.